# Sarni Stok (centrum handlowe)
Sarni Stok – trzecie co do wielkości centrum handlowe w Bielsku-Białej, położone przy ul. Sarni Stok, w pobliżu ul. Warszawskiej (drogi wylotowej w kierunku Katowic i Cieszyna) oraz osiedla mieszkaniowego o tej samej nazwie.
Sarni Stok otwarto 21 listopada 2001 r. Był on pierwszym centrum handlowym w mieście. Obecnie powierzchnia galerii wynosi ok. 35 000 m², z czego większa część zajęta jest przez największych najemców: hipermarket Carrefour, MediaMarkt, Jula, TK MAxx, Deichmann, Empik, New Yorker, Reserved. Resztę zajmuje pasaż handlowy ze sklepami z odzieżą męską, damską i dziecięcą, punktami usługowymi oraz gastronomicznymi. W Sarnim Stoku znajdują się również: mBank oraz Info Sarni Stok, gdzie można nabyć karty podarunkowe czy zasięgnąć informacji o sklepie. Przed centrum znajduje się dwupoziomowy parking (częściowo strzeżony) mieszczący 1350 samochodów.
W Sarnim Stoku organizowane są również różnorodne imprezy, akcje promocyjne i charytatywne itp. Według danych właściciela, co roku Sarni Stok odwiedza ok. 3,5 mln klientów.
Właścicielem Sarniego Stoku od roku 2015 jest Union Investment Institutional Property GMBH (spółka z ograniczoną odpowiedzialnością), natomiast zarządcą nieruchomości – firma Multi.